# Augustin Barrachin
Pour les articles homonymes, voir Barrachin.
Augustin Barrachin est un industriel et homme politique français, né à Reims (Marne) le 28 août 1797 et mort à Signy-le-Petit (Ardennes) le 6 mai 1883.

## Biographie
Issu d'une famille de marchands et de magistrats, Augustin Barrachin est le fils de Jean Nicolas Barrachin (1774-1831), maître de poste, et de Charlotte Raux (1777-1797), fille d'un maître de forges et tante de Basile Joseph Raux. Il est le gendre de Florent Simon Andrieux, négociant et maire de Reims et l'arrière-grand-père de Edmond Barrachin. Il est également le neveu de Nicolas Louis, dit le chevalier Delamotte-Barrachin, un négociant qui fut président du tribunal de commerce de Reims. Veuf, son père épouse Clémentine Ponsardin, sœur de Barbe-Nicole Clicquot-Ponsardin et fille du baron Nicolas Ponsardin.
Augustin Barrachin reprend des installations des frères Raux, notamment le haut-fourneau de Signy-le-Petit dès 1815, et devient à son tour un important maître de forges ardennais. 
Il est élu député par le 1er collège électoral de ce département (Mézières) le 5 juillet 1831. Il siège dans la majorité conservatrice et s'associe, durant la législature, à tous les votes en faveur du ministère. En avril 1833, dans l'affaire du journal La Tribune, il est au nombre des députés qui déclarent ne pas s'abstenir et qui se prononcent pour la condamnation du gérant du journal, Lionne. Il n'est pas réélu le 21 juin 1834,. 
Il fut également maire de Signy-le-Petit et conseiller général des Ardennes. Il est nommé chevalier de la Légion d'honneur le 14 mars 1868.